# Leichtathletik-Länderkampf der Männer 1938 Niederlande – Deutschland
| 10. Leichtathletik-Länderkampf mit deutscher Beteiligung 1938 | 10. Leichtathletik-Länderkampf mit deutscher Beteiligung 1938 |               |
| ------------------------------------------------------------- | ------------------------------------------------------------- | ------------- |
|                                                               |                                                               |               |
| Ländervergleich der Männer: Niederlande – Deutschland         |                                                               |               |
| Austragungsort                                                | Rotterdam                                                     |               |
| Wettbewerbe                                                   | 14                                                            |               |
| Datum                                                         | 21. August 1938                                               |               |
| 1. GER 2. NLD                                                 | 85 Punkte 66 Punkte                                           |               |
| Chronik                                                       |                                                               |               |
| ← GER-POL (F)                                                 | SWE-GER (M) →                                                 | SWE-GER (M) → |

Der zehnte Vergleich des Länderkampfjahres 1938 brachte den deutschen Männern mit den Niederlanden einen weiteren Premierengegner. Am 21. August fand die Begegnung wie schon das Aufeinandertreffen der Frauen mit diesem Gegner in Rotterdam statt.

## Wettbewerbe und Modus
Auf dem Programm standen im Vergleich mit anderen Ländervergleichen dieses Jahres weniger Wettbewerbe. Nicht aiusgetragen wurden der 10.000-Meter-Lauf, der 400-Meter-Hürdenlauf, der 3000-Meter-Hindernislauf, die 4-mal-400-Meter-Staffel, der Dreisprung und der Hammerwurf.
Die Einzeldisziplinen wurden standardmäßig gewertet, die Staffeln mit fünf zu drei Punkten.

## Ergebnis
In den drei Sprintwettbewerben über 100, 200 und 400 Meter erzielten die Niederländer jeweils Doppelerfolge gegen eine in Zweitbesetzung angetretenes deutsche Mannschaft. Auch die 4-mal-100-Meter-Staffel sowie die Wertung des 110-Meter-Hürdenlaufs gingen an die Niederlande. Die beiden Mittelstrecken und die Langstrecke entschieden Deutschlands Sportler für sich. Die sechs technischen Disziplinen endeten alle mit Erfolgen der deutschen Leichtathleten. Damit ergab sich am Ende der Gesamtstand von 85 zu 66 Punkten für Deutschland.

## Legende
Kurze Übersicht zur Bedeutung der Symbolik – so üblicherweise auch in sonstigen Veröffentlichungen verwendet:
| k. A. | keine Angabe |

## Resultate

### 100 m
| Platz | Athlet            | Land | Zeit (s) |
| ----- | ----------------- | ---- | -------- |
| 1     | Martinus Osendarp | NLD  | 10,7     |
| 2     | Wil van Beveren   | NLD  | 10,8     |
| 3     | Willi Bönecke     | GER  | k. A.    |
| 4     | Heinz Konze       | GER  | k. A.    |

### 200 m
| Platz | Athlet            | Land | Zeit (s) |
| ----- | ----------------- | ---- | -------- |
| 1     | Martinus Osendarp | NLD  | 21,1     |
| 2     | Wil van Beveren   | NLD  | 21,6     |
| 3     | Erwin Gillmeister | GER  | 22,0     |
| 4     | Heinz Riether     | GER  | k. A.    |

### 400 m
| Platz | Athlet           | Land | Zeit (s) |
| ----- | ---------------- | ---- | -------- |
| 1     | Karl Baumgarten  | NLD  | 48,0     |
| 2     | Heinz Baumgarten | NLD  | 49,0     |
| 3     | Rudolf Klupsch   | GER  | 49,4     |
| 4     | Karl Kramer      | GER  | k. A.    |

### 800 m
| Platz | Athlet           | Land | Zeit (min) |
| ----- | ---------------- | ---- | ---------- |
| 1     | Franz Eichberger | GER  | 1:54,3     |
| 2     | Heinz Schumacher | GER  | 1:54,9     |
| 3     | Sjabbe Bouman    | NLD  | 1:54,9     |
| 4     | N. Wernink       | NLD  | 1:54,9     |

### 1500 m
| Platz | Athlet             | Land | Zeit (min) |
| ----- | ------------------ | ---- | ---------- |
| 1     | Herbert Jakob      | GER  | 4:02,8     |
| 2     | Frits de Ruijter   | NLD  | 4:03,4     |
| 3     | Max Strößenreuther | GER  | k. A.      |
| 4     | Henk Kalkman       | NLD  | k. A.      |

### 5000 m
| Platz | Athlet          | Land | Zeit (min) |
| ----- | --------------- | ---- | ---------- |
| 1     | Georg Ostertag  | GER  | 14:53,8    |
| 2     | Ernst Eberhardt | GER  | 15:07,9    |
| 3     | Jan Zeegers     | NLD  | 15:56,6    |
| 4     | Dé Slegt        | NLD  | 16:08,1    |

### 110 m Hürden
| Platz | Athlet              | Land | Zeit (s) |
| ----- | ------------------- | ---- | -------- |
| 1     | Jan Brasser         | NLD  | 14,8     |
| 2     | Erwin Wegner        | GER  | 14,9     |
| 3     | Georg Glaw          | GER  | 15,1     |
| 4     | J. J. W. van Loozen | NLD  | k. A.    |

### 4 × 100 m Staffel
| Platz | Besetzung       | Land                                                              | Zeit (s) |
| ----- | --------------- | ----------------------------------------------------------------- | -------- |
| 1     | Niederlande     | Heinz Baumgarten Wil van Beveren Tjeerd Boersma Martinus Osendarp | 41,8     |
| 2     | Deutsches Reich | Willi Bönecke Erwin Gillmeister Heinz Konze Heinz Riether         | 41,9     |

### Hochsprung
| Platz | Athlet              | Land | Höhe (m) |
| ----- | ------------------- | ---- | -------- |
| 1     | Günther Gehmert     | GER  | 1,90     |
| 2     | Wim Spanjerdt       | NLD  | 1,85     |
| 3     | Karl-Heinz Langhoff | GER  | 1,85     |
| 4     | Jan Brasser         | NLD  | 1,80     |

### Stabhochsprung
| Platz | Athlet       | Land | Höhe (m) |
| ----- | ------------ | ---- | -------- |
| 1     | Karl Sutter  | GER  | 3,90     |
| 2     | Alois Eding  | GER  | 3,80     |
| 3     | H. van Hoven | NLD  | 3,60     |
| 4     | Cor Lamoree  | NLD  | 3,50     |

### Weitsprung
| Platz | Athlet              | Land | Weite (m) |
| ----- | ------------------- | ---- | --------- |
| 1     | Erich Biebach       | GER  | 7,05      |
| 2     | Josef Huffels       | GER  | 6,84      |
| 3     | Nol Wellerdieck     | NLD  | 6,73      |
| 4     | Henk van der Toolen | NLD  | 6,72      |

### Kugelstoßen
| Platz | Athlet                | Land | Weite (m) |
| ----- | --------------------- | ---- | --------- |
| 1     | Karl Jansen           | GER  | 14,60     |
| 2     | Aad de Bruyn          | NLD  | 14,53     |
| 3     | Hans-Heinrich Sievert | GER  | 14,34     |
| 4     | Hans Houtzager        | NLD  | 13,80     |

### Diskuswurf
| Platz | Athlet                | Land | Weite (m) |
| ----- | --------------------- | ---- | --------- |
| 1     | Karl Jansen           | GER  | 43,30     |
| 2     | Hans-Heinrich Sievert | GER  | 43,26     |
| 3     | Aad de Bruyn          | NLD  | 42,11     |
| 4     | J. de Graaf           | NLD  | 41,83     |

### Speerwurf
| Platz | Athlet           | Land | Weite (m) |
| ----- | ---------------- | ---- | --------- |
| 1     | Alois Eding      | GER  | 63,48     |
| 2     | Nico Lutkeveld   | NLD  | 62,20     |
| 3     | Friedrich Gerdes | GER  | 61,05     |
| 4     | van Aaren        | NLD  | 56,86     |